# 本多忠正
本多 忠正（ほんだ ただまさ、生没年不詳）は、戦国時代の三河国の武将。本多正信の曾祖父にあたる。正信の家系（本多弥八郎家）では『寛政重修諸家譜』にはじめて事績が記される人物であり、松平清康に仕えて82歳で戦死したとされる。

## 生涯
『寛政重修諸家譜』（以下『寛政譜』）によれば、本多弥八郎正明（助持）の子。松平清康に仕え、三河国の「西城」に住した。年代は不明であるが、信濃国の兵によって城が攻め落とされた際に討死した。享年82。この時、三男の本多助俊も戦死している。
『藩翰譜』では、本多忠正の代に本多家は尾張国から三河国に移ったと記す。ただし、松平清康（安祥二郎三郎）に仕えたのは子の本多正定の代からとする。

## 系譜

### 祖先
本多氏は藤原兼通の末裔を称し、鎌倉時代の末ごろに右馬允助秀が豊後国本多に住したことから本多を名字としたという。系図によれば、助秀の子・本多助定が足利尊氏に仕え、尾張国横根郷・粟飯原郷に所領を与えられた。
本多右馬允助定という人物の存在は、史料上で確認できる。建武4年（1337年）8月5日付の足利尊氏下文の写により、知多郡横根郷（横禰郷とも。現在の愛知県大府市横根町付近）・愛知郡粟飯原郷（現在の名古屋市緑区相原郷付近）が本多助定に恩賞として与えられたことが判明する。
系図によれば、助定の子が助政で、助政の子に本多定政（定正）や本多定通があるという。
『寛政譜』巻第六百九十三の、本多正信・正純家の系譜は、本多定政の子とされる本多定吉から起こされており、定吉の孫が忠正である。この家系の人物で具体的な事績が記されるのは忠正からである。
『寛政譜』巻第六百九十一の、本多広孝・康重家（編纂時は信濃飯山藩主家、当主は本多助受）の系譜は、本多助政の子「本多定正」から記されており、その子・正吉から広孝らにつながっている。『寛政譜』の按文では、「本多定正」と「本多定政」を同一人物とし、本多正吉と本多定吉は兄弟であるとするが、互いの家譜に記載がないために兄弟順の決定ができないとする。

### 子
『寛政譜』には男子3人を載せる。
- 長男：本多正定 - 弥八郎
- 二男：本多正行 - 弥七郎
- 三男：本多助俊 - 十三郎

上述の通り、三男の助俊は父とともに戦死した。長男の正定と二男の正行も松平清康に仕え、尾張国の織田信秀が安城城を攻めた際（安城合戦）に援軍として派遣され、ともに戦死した。正定の子が俊正、俊正の子が本多正信らとなる。